# 양토

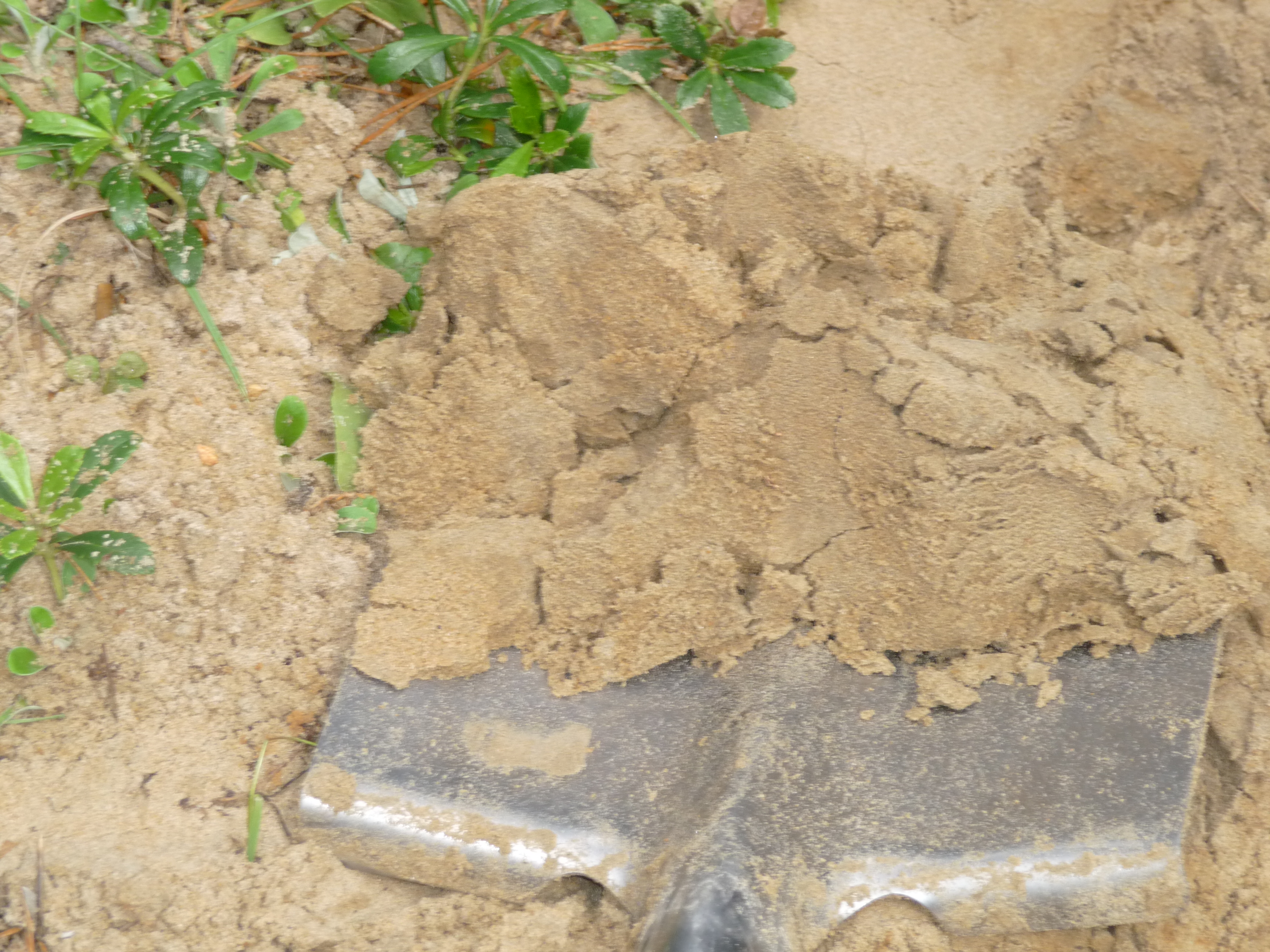

양토(壤土, 독일어: Lehm, 영어: Loam, 프랑스어: Loam)는 모래, 점토, 미사가 어느 하나 우세하지 않고 고루 비슷한 비율로 배합된 토성의 흙이다.
점토가 토양영양분을 머금어 주면서 모래의 물빠짐까지 갖추어 농사 짓기에 이상적인 흙이다.
양토를 빚어서 벽돌로 만든 것을 어도비라고 한다.